# Cetoraz
Cetoraz é uma comuna checa localizada na região de Vysočina, distrito de Pelhřimov.